# Jean-Baptiste Charles Bouvet de Lozier

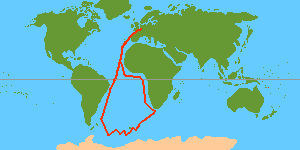
Itinerarul lui Charles Bouvet

Jean-Baptiste Charles Bouvet de Lozier (n. 14 ianuarie 1705, Pleudihen, Bretagne, Franța – d. 1786, Saint-Malo, Saint-Malo Agglomération⁠(d), Franța) a fost un navigator, explorator francez, guvernator al Insulelor Mascarene.
A rămas orfan la șapte ani, a studiat la Paris, apoi a fost trimis la Saint-Malo să studieze navigația.
În 1731 devine locotenent în cadrul Companiei frandeze a Indiilor Orientale.
Reușește să obțină fonduri și pleacă cu două corăbii, Aigle și Marie, să exploreze Oceanul Atlantic și mai ales Emisfera sudică.
Aceasta a fost prima expediție cu caracter strict științific în această emisferă.
La 1 ianuarie 1739 descoperă ceea ce va fi numită Insula Bouvet.
Dar expediția sa nu durează mult datorită stării de sănătate a echipajului și Bouvet de Lozier este nevoit să se retragă la Capul Bunei Speranțe și apoi în Franța.
La 10 ani după expediție este numit guvernator al Insulelor Mascarene și aceasta în două perioade: 1750 - 1752 și 1757 - 1763.
O rudă mai îndepărtată a sa, Pierre François Étienne Bouvet de Maisonneuve (1775 - 1860), a fost contra-amiral, ce a servit armata franceză în perioada 1786 – 1822.

## Legături externe
- en  Biografie la South-Pole.com